# Polyrhachis porcata
Polyrhachis porcata är en myrart som beskrevs av Carlo Emery 1921. Polyrhachis porcata ingår i släktet Polyrhachis och familjen myror. Inga underarter finns listade i Catalogue of Life.

## Bildgalleri

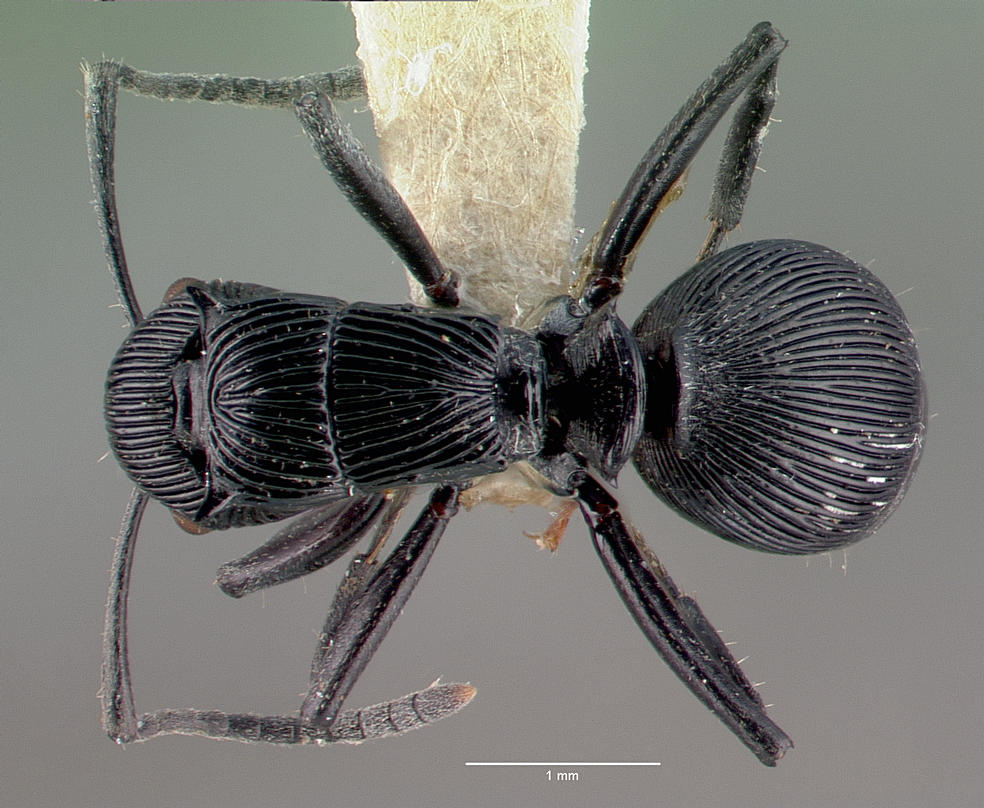
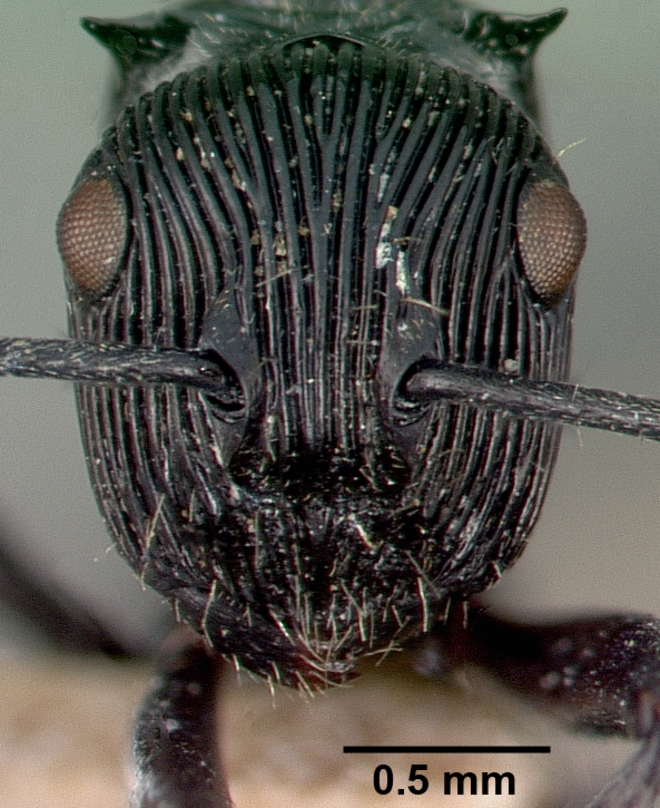
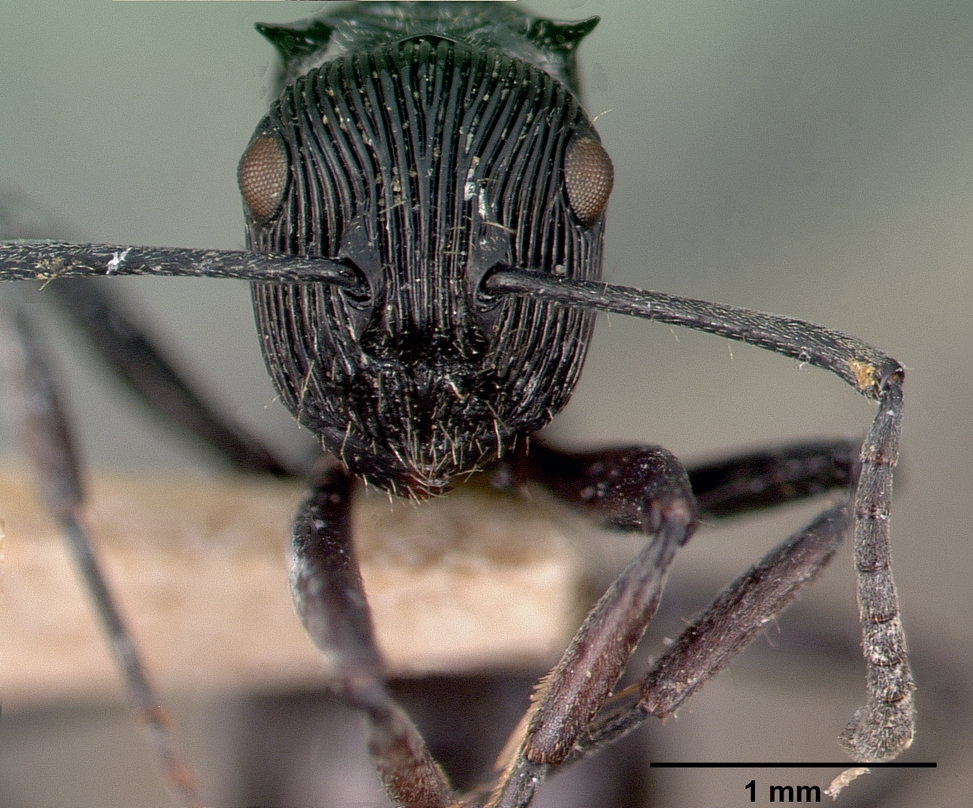
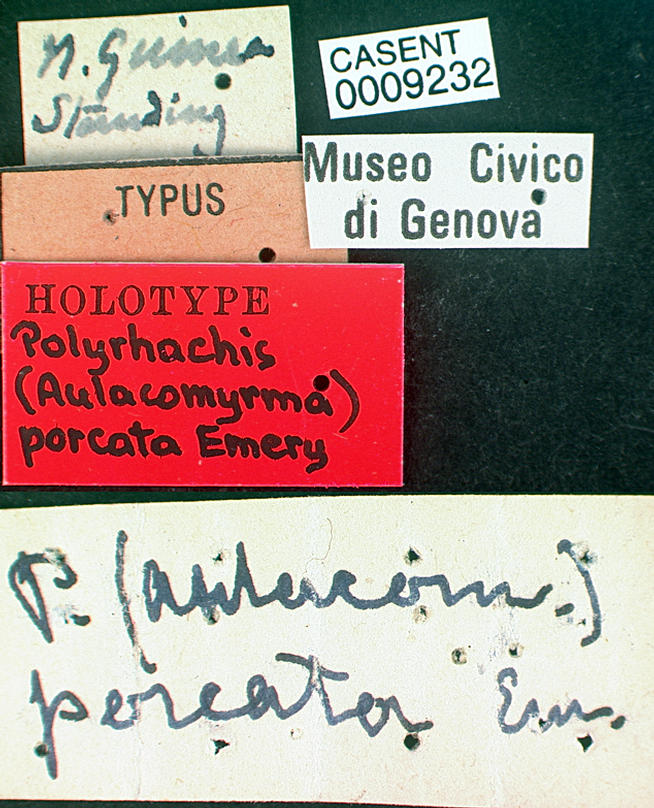
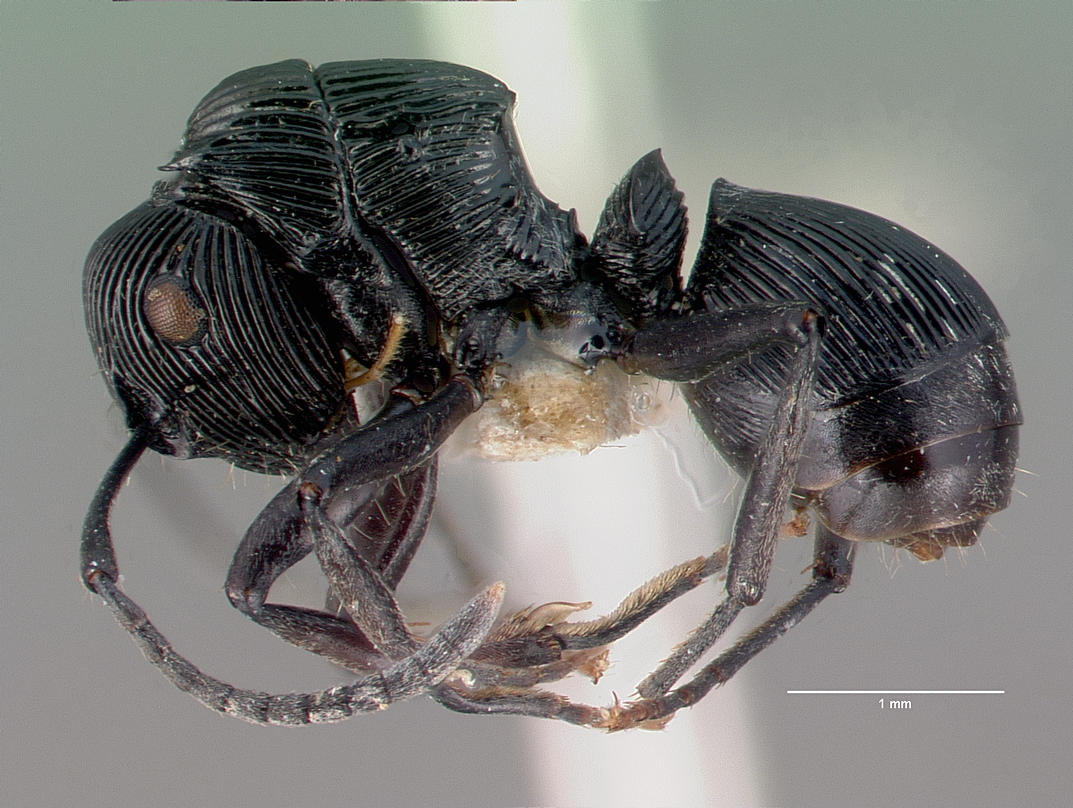